# Home (hudební skupina)
Home byla britská progressive rocková skupina, aktivní začátkem 70. let.
Jádro skupiny tvořili Mick Stubbs sólová kytara a zpěv, Laurie Wisefield sólová kytara a zpěv, Cliff Williams baskytara a zpěv, Mick Cook bicí. Během své existence měla skupina také dva klávesisty. V letech 1971 až 1972 to byl Clive John (z velšské skupiny Man), druhým po zbytek krátké kariéry skupiny byl Jimmy Anderson.

## Historie
Skupinu Home založili Cliff Williams a Laurie Wisefield v roce 1970 poté, co se jim rozpadla jejich první skupina Sugar. Spojili se s kytaristou a zpěvákem Mickem Stubbsem a bubeníkem Mickem Cookem. Po podpisu smlouvy s CBS Records vydali v srpnu roku 1971 svoje první album Pause for a Hoarse Horse. V listopadu téhož roku se účastnili prvního turné, kdy vystupovali jako předkapela skupiny Led Zeppelin na druhém Electric Magic Show v Empire Pool ve Wembley. Od té doby pak vystupovali jako předkapela pro skupiny jako Argent, The Jeff Beck Group a The Faces. V září téhož roku nahráli ve studiu další album, Home. Album dosáhlo 41. pozice v UK Albums Chart.
Home pak vystupovali před skupinou Mott the Hoople na jejich britském turné v londýnském Rainbow Theatre ve dvou termínech, 14. a 15. října 1972. Časopis NME ve svém hodnocení jejich vystoupení 15. října napsal že: "Ti kdo se přišli původně podívat na Mott the Hoople, se při odchodu z koncertu bavili hlavně o skupině Home". V lednu 1973, je New Musicall Express uvedl jako páté 'nejslibnější nové jméno' v hlasování jejich čtenářů. V březnu skupina vystupovala před glam rockovou skupinou Slade ve Wembley. V červenci pak vydali koncepční album The Alchemist. Skupina uvedla, že album bylo inspirováno románem Dawn of Magic od Louise Pauwelse. Když ze skupiny odešel Stubbs, jezdili po United States jako doprovodná skupina Al Stewarta, od května do června 1974. Nahráli pak ještě páté album, které však nikdy nebylo vydáno. Potom se skupina rozpadla.

## Po rozpadu
Po rozpadu skupiny v roce 1974, Cliff Williams odešel do skupiny Bandit, ve které působil v letech 1975 až 1977. Následně byl požádán, aby ve skupině AC/DC nahradil baskytaristu Marka Evanse, kde působí dodnes (kromě dvouleté přestávky v letech 2016 až 2018). Laurie Wisefield se připojil k Wishbone Ash, kde zůstal do poloviny 80. let. Mick Cook odešel ke skupině The Groundhogs koncem roku 1975, kde nahradil bubeníka Clive Brookse a v 80. letech pak hrál s Lickmalolly. 
Mick Stubbs byl krátkodobě členem skupiny Paradise a pokračoval jako hudebník a skladatel pro různé umělce.

## Diskografie
- 1971: Pause for a Hoarse Horse (CBS64365)
- 1972: Home (CBS 64752)
- 1973: The Alchemist (CBS 65550)
- 2000: Home Live BBC Sessions 1972-1973